# اقدامات دولتی علیه کاربران اینترنت
اقدامات دولتی علیه کاربران اینترنت. 
همزمان با افزایش شمار کاربران اینترنتی، میزان نفوذ اینترنت هم به عنوان وسیله‌ای برای اطلاع‌رسانی و همین‌طور رقیبی برای رسانه‌های وابسته و تحت کنترل دولت‌ها افزایش یافته است. اینترنت نقشی کلیدی در جنبش‌های اعتراضی ایفا می‌کند. نقشی که سبب شده دولت‌های تمامیت‌خواه تلاش خود برای کنترل آن را افزایش دهند. گزارش «خانه آزادی» نشان می‌دهد، دولت‌های زیادی در پی کنترل جریان اطلاعات در اینترنت هستند.
چون معتقدند اینترنت در بسیاری از کشورها محلی برای فعالیت‌های اعتراضی است.

## فیلترینگ
فیلتر اینترنتی یا فیلترینگ، عبارت است از محدود کردن دسترسی کاربران اینترنت به وب‌گاه‌ها و خدمات اینترنتی که از دیدگاه متولیان فرهنگی و سیاسی هر کشور برای مصرف عموم مناسب نیست، اِعمال فیلتر معمولاً به وسیلهٔ ارائه‌دهندگان خدمات اینترنتی انجام می‌شود ولی تعیین سطح، مصادیق و سیاست‌های فیلترینگ با حکومت‌هاست.
کشورهای بلاروس، میانمار، چین، کوبا، مصر، ایران، کره شمالی، عربستان، سوریه، تونس، ترکمنستان، ازبکستان، و ویتنام از بزرگ‌ترین فیلتر کنندگان اینترنت در جهان هستند.
برخی از کشورها فقط مسائلی که از نظر اخلاقی مشکل دارند را فیلتر می کنند.

## تهدید علیه کاربران
کاربرانی که می‌توانند اعم از ویلاگ نویسان، ویکی نویسان و کاربران شبکه‌های اجتماعی باشند.

### در آمریکا
به‌نوشته جیمی ویلز، آژانس امنیت‌ ملی آمریکا از مدت‌ها پیش کاربران ویکی‌پدیا را تحت کنترل قرار داده و آنچه را که آن‌ها در این دائره‌المعارف اینترنتی می‌خوانند یا می‌نویسند، دنبال می‌کند. این آژانس به این‌ترتیب حقوق استفاده‌کنندگان از دائرةالمعارف را نقض کرده است. 

### در کشورهای عربی
کشور امارات محدودیتهایی برای کاربران اینترنتی ایجاد کرده است و کاربرانی را که علیه حکومت و نهادهای دولتی فعالیت می‌کنند مجرم به شمار می‌آورد. منابع حقوق بشری از اعمال محدودیتهای شدید علیه فعالان و کاربران اینترنتی و بازداشت تعدادی از آنها از سوی دستگاههای امنیتی امارات خبر دادند و قوانین جدید را در راستای نقض آزادی بیان دانسته‌اند.

### در ایران
در کشورهایی مانند ایران، کاربران اینترنت بیشتر از سایر کشورها از اینترنت، به عنوان رسانهٔ جایگزین استفاده می‌کنند. بر پایهٔ گزارش خانه آزادی همزمان با روند فزاینده بهره‌گیری از این فضا توسط فعالان، اعمال محدودیت‌ها برای دسترسی آزاد کاربران به اینترنت، اعم از فیلترینگ، حملات سایبری، دستگیری بلاگرها و فعالان اینترنتی هم افزایش چشمگیری داشته است. و گاهی به شکنجه و حتی قتل فعالان اینترنتی نیز منجر شده است که در این رابطه می‌توان به دو وبلاگنویس ایرانی بنامهای امیدرضا میرصیافی و ستار بهشتی نیز اشاره نمود.

#### تقسیم سیاست در ارگانهای امنیتی ایران
روز سه شنبه ۱۹ آبان ۱۳۸۸ - ۱۰ نوامبر ۲۰۰۹، در حاشیه جلسه علنی مجلس شورای اسلامی، فاش شد که شورای عالی امنیت ملی، وظیفه اجرائی کردن سیاست‌های امنیتی کشور را میان نهادهای انتظامی و امنیتی مختلف تقسیم کرده است. در این میان نیروهای انتظامی، وظیفه کنترل ارتباطات اینترنتی را به عهده گرفته است. روح‌الله حسینیان نماینده مجلس شورای اسلامی پس از این جلسه به خبرنگار اعتماد گفت:
واگذاری نظارت بر اینترنت به نیروی انتظامی، تدابیری است که از سوی شورای عالی امنیت ملی برای مقابله با جنگ نرم دشمنان نظام اتخاذ شده است.